# 1817 Katanga
1817 Katanga (1939 MB) là một tiểu hành tinh vành đai chính được phát hiện ngày 20 tháng 6 năm 1939 bởi Cyril Jackson ở Johannesburg.